# رودخانه سولو
رودخانه سولو رودی است به دریای جاوه می‌ریزد. این رود از کشور اندونزی می‌گذرد. طول آن ۶۰۰ کیلومتر (۳۷۰ مایل) است.